# 井上堅二
井上 堅二（いのうえ けんじ、男性、1980年 - ）は、日本のライトノベル作家・漫画原作者・設計士。東京都出身、北海道札幌市育ち。
『全日本酒類愛好者の会（All Nippon Alcohol Lovers、通称『ANAL』）』の創設者であり、同会が設立された2018年から2024年現在まで会長を務めている。第8回エンターブレインえんため大賞編集部特別賞を『バカとテストと召喚獣』で受賞してデビュー。同作品第5巻のあとがきで、小説を書く傍ら設計士をしていることを明らかにした。

## 人物
設計士として仕事をする際に高校で習う数学を覚えていなかったことが仕事の妨げとなった場面に遭遇し、「友達とテストの点数を競うゲームでもしていれば、もう少し真面目に勉強をしたかもしれない」と思ったことが『バカとテストと召喚獣』のプロットを編み出した。なお同作品に登場する試験召喚システムに関しては、「ただテストの点数を比べるだけでは絵面が地味」なことから無理矢理付け足したものであると発言しており、作者本人も「正直無理があるかもしれない」ことを認めている。
『バカとテストと召喚獣4』のあとがきで、電車内において男性から痴漢に遭ったことを公表した。
『始まりは謝罪から』と銘打った自身のブログを開設した理由は、その名の通り著作『バカとテストと召喚獣5』でのバカテストコーナーの間違いに対する謝罪である。そしてそのブログ開設時の紹介で知人作家のブログにて、美少女である事が明かされた。このこともあり、当該のブログ内に設置されているweb拍手には主に男性からの求婚メッセージが多く寄せられているという。
『バカとテストと召喚獣』は『このライトノベルがすごい!』に2008年度は作品部門で第8位、男性キャラクター部門で木下秀吉が第4位、2009年度は作品部門で第3位、男性キャラクター部門で木下秀吉が第1位、吉井明久が第8位、女性キャラクター部門で木下秀吉が第10位、島田美波が第26位、2010年度は作品部門1位、男性キャラクター部門で木下秀吉が1位、女性キャラクター部門で木下秀吉が8位となった。さらに、2010年1月から同年4月にかけテレビアニメ化された。
ちなみに木下秀吉は第三の性別である「秀吉」という設定を持っている。

## 作品リスト

### 小説
ファミ通文庫
- バカとテストと召喚獣
- Lady!? Steady,GO!!
  - Lady!? Steady,GO!! Special Edition ISBN 978-4-04-730235-8（2015年10月30日発売）
  - Lady!? Steady,GO!! ISBN 978-4-04-730876-3
- コラボアンソロジー2 “文学少女”はガーゴイルとバカの階段を昇る（共著） ISBN 978-4-7577-4372-4（2008年10月30日発売）

#### 短編・掌編
- 三分間のボーイ・ミーツ・ガール
  - 『ショートストーリーズ　3分間のボーイ・ミーツ・ガール』収録 ISBN 978-4-04-727397-9 （2011年7月30日発売）
- バカとテストと召喚獣 Special Edition
  - 前述『Lady!? Steady,GO!! Special Edition』の付録小冊子に収録。
- 僕とキミらと15センチにまつわる話
  - 『僕とキミの15センチ ショートストーリーズ』収録（2017年10月30日発売）
- バカとテストと召喚獣 バレンタインデーSS
  - 作者のTwitterにて公開。

### TVアニメ
- Fate/kaleid liner プリズマ☆イリヤシリーズ（2013年 - 、シリーズ構成・脚本）
- ぐらんぶる（2018年、原作・脚本）

### アニメ映画
- 劇場版Fate/kaleid liner プリズマ☆イリヤ 雪下の誓い（2017年、脚本）
- 劇場版Fate/kalaid liner プリズマ☆イリヤ Licht 名前の無い少女　(2021年、脚本)

### OVA
- Fate/kaleid liner Prisma☆Illya プリズマ☆ファンタズム（2019年、脚本）

### コミック原作
- ぐらんぶる（漫画：吉岡公威）

『good!アフタヌーン』（講談社）#43 - 連載中、既刊24巻